# SEEC (企業)
株式会社SEEC（シーク）は、東京都渋谷区に本社を置き、広告代理業・旅行事業・アプリ開発事業・ウェブソリューション事業・公式サイト運営事業・SEO事業など多岐に渡る事業を行う日本の企業である。2021年9月現在は、阿部隆太郎が代表取締役を務めている。グループ企業に「スカイ・シー株式会社」「株式会社FACE」「株式会社うちなーうぇぶ」などがある。

## 沿革
- 2005年10月、資本金5000万円で設立[2]。
- 2018年12月、池袋STORIAとコラボしてSEECゲーム作品をイメージした「SEECカフェ」を開催[3]。
- 2020年7月、一般社団法人日本占いコンテンツ協会に加盟[4][5]。
- 2021年3月、公式オンラインストア『SEECアプリ オフィシャルオンラインストア』をオープン[6]。

## サービス

### 旅行業
- 沖楽（2013年6月5日）
- 旅楽(2018年4月16日)
- 旅楽ホテル予約（2019）[7][8]
- 沖楽ホテル予約（2020年3月 - ）[9][10]
- エッセンシャルワーカー支援プロジェクト「TSUNAGU」（2020年5月 - ）[11]
- 旅楽・沖楽 航空券付きパッケージ 販売開始 (2022年5月)
- 観光施設のWEBチケット販売開始 (2023年3月)
- Jcation へリブランド (2023年11月)

### ゲーム
- 『アリスの精神裁判』（Android版: 2015年10月 - ）[12]
- 『四ツ目神』（2016年6月30日 - ）[13]
- 『監獄少年』（2017年4月 - ）[14]
- 『誰ソ彼ホテル』（2017年12月 - ）[15][16][17]
- 『籠庭のクックロビン』（Android版: 2017年12月 - 、iOS版: 2018年1月 - 、Nintendo Switchダウンロード専用ソフト: 2018年9月 - ）[18][19][20]
- 『紡ロジック』（2018年12月 - ）[21]
- 『VILLAIN HEARTS-ヴィランハーツ-』（2019年12月 - ）[22][23]
- 『ウーユリーフの処方箋』（2020年3月 - ）[24][25]
- 『四ツ目神 -再会-』（2020年10月 - ）[26]
- 『誰ソ彼ホテル -蕾-』（2025年3月 - ）[27]。

### 運用メディア
- 占い調査団
- ミツケル
- イングリッシュファクター